# جوزيف سينجر
جوزيف سينجر هو محامي كندي، ولد في 1890، وتوفي في 22 نوفمبر 1967.